# Andalgalomys roigi
Andalgalomys roigi, denominado comúnmente pericote, es una especie de roedor del género Andalgalomys de la familia Cricetidae. Habita en el centro-oeste del Cono Sur de Sudamérica.

## Taxonomía
Esta especie fue descrita originalmente en el año 1996 por los zoólogos Michael A. Mares y Janet K. Braun.
Localidad tipo
La localidad tipo referida es: “8 kilómetros al oeste de La Botija, Pampa de las Salinas, en una altitud de 510 msnm (en las coordenadas: 36º12′27″S 66º39′35″W), Provincia de San Luis, Argentina”.
Holotipo
El ejemplar holotipo es el catalogado como: IADIZA 5798, con número de campo: Arg 3244. Consiste en la piel, cráneo, esqueleto, y tejidos congelados (AK 16244 en la Texas A & M University) de un adulto de sexo masculino, el cual fue colectado por R. L. Humphrey el 19 de mayo de 1993.
Etimología
Etimológicamente, el término genérico Andalgalomys es un topónimo que refiere a la población próxima a la localidad tipo de la especie tipo, el valle de Pipanaco, cerca de la ciudad de Andalgalá, localidad del centro-este de la provincia argentina de Catamarca. El término específico roigi es un epónimo que refiere al apellido de la persona a quien fue dedicada, el mastozoólogo argentino Virgilio Germán Roig.

## Distribución geográfica y hábitat
Esta especie es endémica del  noroeste y centro-oeste de la Argentina, en las provincias de: Catamarca (Chumbicha, departamento Capayán) y San Luis (norte: Pampa de las Salinas y parque nacional Sierra de las Quijadas). Posiblemente también se encuentre en ambientes intermedios del noroeste de Córdoba, este de La Rioja, nordeste de Mendoza o este de San Juan. 
Habita en arbustales espinosos áridos o bosques xerófilos, bajos y abiertos de la ecorregión del Monte y en el área en la que esta ecotona con el chaco árido.